# Doleschallia celebensis
Doleschallia celebensis är en fjärilsart som beskrevs av Hans Fruhstorfer 1899. Doleschallia celebensis ingår i släktet Doleschallia och familjen praktfjärilar. Inga underarter finns listade i Catalogue of Life.